# Joan Pelushi
Joan Pelushi (n. 1 ianuarie 1956, Tirana, Albania) este un episcop albanez, din 2025 întâistătătorul Bisericii Ortodoxe Albaneze. 
În 1979 a trecut de la islamul bektaș la creștinism și a fost botezat în clandestinitate.